# Titanattus paganus
Titanattus paganus är en spindelart som beskrevs av Arthur M. Chickering 1946. Titanattus paganus ingår i släktet Titanattus och familjen hoppspindlar. Inga underarter finns listade i Catalogue of Life.